# Lyssomanes parallelus
Lyssomanes parallelus là một loài nhện trong họ Salticidae.
Loài này thuộc chi Lyssomanes. Lyssomanes parallelus được Peckham & Wheeler miêu tả năm 1889.